# Lista över personer som dömdes för attentatet mot Adolf Hitler
Detta är en alfabetisk lista över de personer som dömdes och avrättades efter attentatet mot Hitler, 20 juli 1944.
Åtminstone 7 000 personer arresterades av Gestapo. Enligt protokollen från führerns konferenser i flottfrågor (FCNA) upptog listan över avrättade 4 980 namn.

## A
- Wolfgang Abshagen
- Otto Armster

## B
- Ludwig Beck
- Robert Bernardis
- Albrecht von Bernstorff
- Hasso von Boehmer
- Hans Jürgen Blumenthal
- Dietrich Bonhoeffer
- Klaus Bonhoeffer
- Eugen Bolz
- Georg von Boeselager
- Ernst von Borsig
- Eduard Brücklmeier

## C
- Wilhelm Canaris
- Walter Cramer

## D
- Alfred Delp
- Wilhelm Dieckmann
- Heinrich zu Dohna
- Hans von Dohnanyi
- Max Ulrich von Drechsel

## E
- Fritz Elsas
- Karl-Heinz Engelhorn
- Hans Otto Erdmann

## F
- Erich Fellgiebel
- Eberhard Finckh
- Wessel Freytag von Loringhoven

## G
- Ludwig Gehre
- Lilo Gloeden
- Carl Goerdeler
- Nikolaus Gross
- Karl Ludwig von und zu Guttenberg

## H
- Max Habermann
- Hans Bernd von Haeften
- Werner von Haeften
- Albrecht von Hagen
- Nikolaus von Halem
- Kurt von Hammerstein-Equord
- Ernst von Harnack
- Georg Alexander Hansen
- Paul von Hase
- Theodor Haubach
- Albrecht Haushofer
- Egbert Hayessen
- Erich Hoepner
- Cäsar von Hofacker
- Roland von Hösslin

## J
- Jens Jessen
- Fritz Jäger

## K
- Hermann Kaiser
- Otto Karl Kiep
- Georg-Konrad Kissling
- Bernhard Klamroth
- Johann Georg Klamroth
- Friedrich Klausing
- Ewald von Kleist-Schmenzin
- Gerhard Knaak
- Hans Koch
- Richard Kuenzer
- Heinrich Körner

## L
- Adolf Lampe
- Julius Leber
- Heinrich von Lebndorff
- Paul Lejeune-Jung
- Ludwig von Leonrod
- Bernhard Letterhaus
- Franz Leuninger
- Hans-Otfried von Linstow
- Ferdinand von Lüninck
- Friedrich-Wilhelm zu Lynar

## M
- Hermann Maaß
- Rudolf Marogna-Redwitz
- Michael Matuschka
- Joachim Meichssner
- Carlo Mierendorff
- Helmuth von Moltke
- Otto Müller

## N
- Wilhelm zur Nieden

## O
- Hans-Ulrich von Oertzen
- Hans Oster
- Friedrich Olbricht

## P
- Friedrich Justus Perels
- Erwin Planck
- Kurt von Plettenberg
- Johannes Popitz

## Q
- Albrecht Merz von Quirnheim

## R
- Friedrich von Rabenau
- Karl Ernst Rahtgens
- Adolf Reichwein
- Alexis von Roenne

## S
- Hans Victor von Salviati
- Rüdiger Schleicher
- Friedrich Scholz-Babisch
- Ernst Schneppenhorst
- Werner Schrader
- Friedrich Werner von der Schulenburg
- Fritz-Dietlof von der Schulenburg
- Ludwig Schwamb
- Ulrich-Wilhelm Schwerin von Schwanenfeld
- Günther Smend
- Adam von Trott zu Solz
- Franz Sperr
- Berthold Schenk von Stauffenberg
- Claus Schenk von Stauffenberg
- Helmuth Stieff
- Theodor Strünck
- Karl-Heinrich von Stülpnagel

## T
- Elisabeth von Thadden
- Fritz Thiele
- Busso Thoma
- Henning von Tresckow
- Karl von Thüngen

## U
- Nikolaus von Üxküll-Gyllenband

## V
- Fritz Voigt
- Hans-Alexander von Voss
- Fritz von der Lancken

## W
- Hermann Wehrle
- Karl Wentzel
- Oswald Wiersich
- Josef Wirmer
- Erwin von Witzleben
- Peter Yorck von Wartenburg

## Z
- Gustav von Ziehlberg